# Azobenzene reduttasi
La azobenzene reduttasi è un enzima appartenente alla classe delle ossidoreduttasi, che catalizza la seguente reazione:
N,N-dimetil-1,4-fenilenediammina + anilina + NADP+ ⇄ 4-(dimetilammino)azobenzene + NADPH + H+
La reazione avviene nella direzione inversa rispetto a quella mostrata sopra. Altre azo sonde, come il Rosso Metile, Rocceline, Arancione Solare e Nero Sumifix B possono essere ridotte [2].